# Янг-Плейс (Нью-Мексико)
Янг-Плейс (англ. Young Place) — переписна місцевість (CDP) в США, в окрузі Сан-Хуан штату Нью-Мексико. Населення — 200 осіб (2020).

## Географія
Янг-Плейс розташований за координатами 36°59′36″ пн. ш. 107°29′35″ зх. д. / 36.99333° пн. ш. 107.49306° зх. д. (36.993407, -107.493077).  За даними Бюро перепису населення США в 2010 році переписна місцевість мала площу 4,42 км², уся площа — суходіл.

## Демографія
Згідно з переписом 2010 року, у переписній місцевості мешкало 187 осіб у 72 домогосподарствах у складі 47 родин. Густота населення становила 42 особи/км².  Було 91 помешкання (21/км²).
Расовий склад населення:
| - 71,1 % — білих - 8,6 % — корінних американців - 1,1 % — азіатів - 15,0 % — осіб інших рас |

До двох чи більше рас належало 4,3 %. Частка іспаномовних становила 32,6 % від усіх жителів.
За віковим діапазоном населення розподілялося таким чином: 31,6 % — особи молодші 18 років, 61,4 % — особи у віці 18—64 років, 7,0 % — особи у віці 65 років та старші. Медіана віку мешканця становила 33,6 року. На 100 осіб жіночої статі у переписній місцевості припадало 110,1 чоловіків;  на 100 жінок у віці від 18 років та старших — 109,8 чоловіків також старших 18 років.
Цивільне працевлаштоване населення становило 55 осіб. Основні галузі зайнятості: будівництво — 52,7 %.